# اوت-لوآر
اوت-لوار (تلفظ فرانسوی: [ot lwaʁ] یکی از شهرستان‌های کشور فرانسه است. شهرستان اوت-لوار در جنوب مرکزی این کشور قرار دارد. این شهرستان زیرمجموعهٔ ناحیهٔ اوورنی-رون-آلپ می‌باشد. مساحت این شهرستان ۴٬۹۷۷ کیلومتر مربع و جمعیت آن ۲۰۹٬۱۱۳ نفر است. این شهرستان در خلال انقلاب فرانسه بر پا گردید.

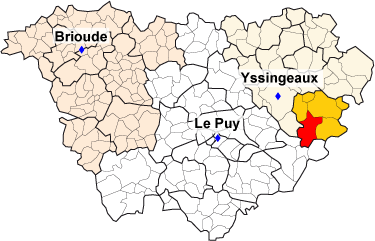

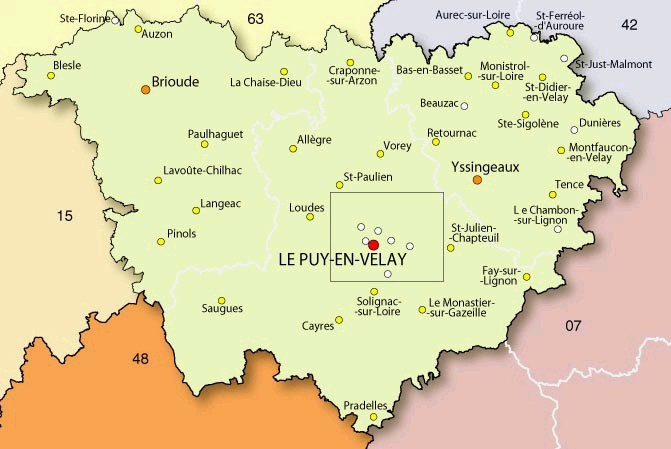